# Anomylia cuneifolia
Anomylia cuneifolia là một loài rêu tản trong họ Geocalycaceae. Loài này được (Hook.) R.M. Schust. miêu tả khoa học lần đầu tiên năm 1959.